# نجية التائب
نجية محمد علي التائب  ناشطة ليبية، تعتبر من رموز ليبيا ما بعد 17 فبراير، اشتهرت بدأبها على تنظيف طريق كورنيش بنغازي بشكل تطوعي منذ عام 2011 وحتى محاولة اغتيالها الفاشلة في الشهر الخامس من عام 2014، «نجية التائب» حازت على تقدير الكثير من مواطني بلدها فأطلقوا عليها لقب «سيدة ليبيا الأولى».